# Abborrtjärnet (Järnskogs socken, Värmland, 662196-129517)
Abborrtjärnet är en sjö i Eda kommun i Värmland och ingår i Göta älvs huvudavrinningsområde. Sjöns area är 0,025 kvadratkilometer och den är belägen 239 meter över havet.